# Have Fun Dying
Have Fun Dying es una banda de indie rock de Oklahoma (EE. UU.).

## Biografía
Have Fun Dying se formó en el verano del 2004. Están influenciados por bandas como The Pixies, The Sex Pistols, The Cure, Nirvana, Pavement, Smashing Pumpkins, Violent Femmes, The Clash, Queens of the Stone Age, Spoon, The Thermals, XTC, Jellyfish, Talking Heads, The Dead Milkmen, Beck, Placebo y Soul Coughing. 
En verano del 2007 el nombre de su batería, Nic Johnson desapareció del apartado Band Members de su myspace oficial, al mismo tiempo que se añadía Piano junto al nombre de su bajista Kacie. Estos cambios también se produjeron en su purevolume oficial y en el apartado the band de su página oficial. La banda no dio ningún tipo de explicación respecto a la salida de su batería.
La fama que han cosechado ha sido, principalmente, a través de myspace y purevolume, pero también a través de su actuaciones, que realizan casi exclusivamente en Oklahoma.
No están dentro de ningún sello discográfico. Todos sus álbumes los han publicado independientemente. Estos pueden adquirirse desde su myspace a un precio muy reducido: 7$, o descargarlos gratuitamente desde purevolume.

### El nombre
El nombre Have Fun Dying es un desenfadado pinchazo a la sobredramática fijación con la muerte que hay en la actual escena musical.
Aunque la banda es seria sobre su música, mantienen un sutil sentido de humor en todo el proceso.

## Discografía
- On The Lips (2004)
- Guillotines for Drama Queens (2005)
- Fetus Envy (2006)
- (What's the Story) Purgatory? (2007)

## Miembros del grupo
- Zach Mobley - Voz y guitarra
- Kacie - Bajo y piano

## Miembros anteriores
- Nic Johnson - Batería (2004 - 2007)